# Filipínská hokejová reprezentace
Filipínská hokejová reprezentace je národní hokejové mužstvo Filipín. Hokejová federace sdružuje 98 registrovaných hráčů (z toho 41 seniorů), majících k dispozici 4 haly s ledovou plochou. Filipíny jsou členem Mezinárodní federace ledního hokeje od 20. května 2016. Do roku 2019 se účastnili pouze Her jihovýchodní Asie a Asia Challenge cupu. V březnu 2023 se poprvé účastnili turnaje IIHF, a to IV. divize Mistrovství světa, kde vyhráli všechny 3 zápasy s Mongolskem, Kuvajtem a Indonésií a postoupili do divize III B, kde nahradili Malajsii.

## Mistrovství světa v ledním hokeji
| MS        | Úroveň       | Místo turnaje | Umístění                         | Celkově                          |
| --------- | ------------ | ------------- | -------------------------------- | -------------------------------- |
| MS – 2020 | Divize IV    | Biškek        | Zrušeno kvůli pandemii covidu-19 | Zrušeno kvůli pandemii covidu-19 |
| MS – 2021 | Divize IV    | Biškek        | Zrušeno kvůli pandemii covidu-19 | Zrušeno kvůli pandemii covidu-19 |
| MS – 2023 | Divize IV    | Ulánbátar     | 1. místo                         | 52. místo                        |
| MS – 2024 | Divize III B | Sarajevo      | 3. místo                         |                                  |

## Asijské zimní hry
| Rok  | Úroveň    | Místo turnaje | Umístění | Celkově   |
| ---- | --------- | ------------- | -------- | --------- |
| 2017 | Divize II | Sapporo       | 3. místo | 13. místo |

## IIHF Challenge Cup of Asia
| Rok  | Místo turnaje | Umístění                        |
| ---- | ------------- | ------------------------------- |
| 2018 | Pasay         | 3. místo                        |
| 2019 | Kuala Lumpur  | 2. místo                        |
| 2020 | Singapur      | Zrušeno kvůli pandemii Covid-19 |

## Dres
| Domácí a Venkovní |
|                   |